# Kuřim
Kuřim település Csehországban, a Brno-vidéki járásban. Kuřim Svinošice, Lipůvka, Jinačovice, Čebín, Česká, Lelekovice, Malhostovice és Moravské Knínice településekkel határos. Lakosainak száma 11 400 fő (2024. január 1.).

## Népesség
A település lakosságának változását az alábbi diagram mutatja:
| Lakosok száma | 1403 | 1585 | 2024 | 4131 | 7695 | 8930 | 11 026 | 10 997 | 10 847 | 11 400 |
|               | 1869 | 1890 | 1921 | 1950 | 1980 | 2001 | 2017   | 2019   | 2022   | 2024   |